# Cerynea minuta
Cerynea minuta là một loài bướm đêm trong họ Erebidae.